# Djamel Haimoudi
Djamel Haimoudi (in arabo جمال حيمودي‎?; Orano, 10 dicembre 1970) è un ex arbitro di calcio algerino.

## Carriera
Arbitro nella massima serie algerina dal 2001, Haimoudi è in seguito nominato internazionale, con decorrenza dal 1º gennaio 2004. Fa immediatamente il suo esordio in una gara tra nazionali maggiori pochi mesi dopo, dirigendo un'amichevole tra Tunisia e Costa d'Avorio, disputatasi il 31 marzo 2004.
Nella sua lunga carriera internazionale ha avuto modo, sino ad oggi, di arbitrare nelle manifestazioni più importanti della CAF. Nel 2008 viene convocato per la prima volta in vista della Coppa delle nazioni africane, in Ghana: in questa occasione dirige una partita della fase a gironi, e un quarto di finale. Nello stesso anno, a novembre viene designato per la finale di ritorno della CAF Champions League, tra i camerunesi del Cotonsport Garoua e gli egiziani dell'Al-Ahly. Successivamente dirige diverse partite di qualificazione per i mondiali 2010.
Nel luglio 2011 è convocato dalla FIFA per il campionato mondiale di calcio under 20, in programma in Colombia. Nell'occasione, il fischietto algerino dirige due partite della fase a gironi, e un ottavo di finale.
Nel gennaio 2012 è nuovamente convocato dalla CAF per la Coppa d'Africa: si tratta della seconda nella sua carriera, dopo l'edizione del 2008. Anche in questa circostanza, dirige una partita della fase a gironi e un quarto di finale.
Nell'aprile 2012 viene inserito dalla FIFA in una lista di 52 arbitri preselezionati per i Mondiali 2014.
Il 4 novembre 2012 dirige la finale di andata di CAF Champions League, tra l'Al-Ahly e l'Espérance di Tunisi.
Nel dicembre 2012 è selezionato dalla FIFA in vista della Coppa del mondo per club FIFA 2012, competizione in cui dirige il play off di accesso per i quarti di finale. Poco dopo, viene eletto dalla CAF come miglior arbitro africano del 2012.
Nel gennaio del 2013 è selezionato per la Coppa delle nazioni africane 2013. Si tratta della terza partecipazione per l'arbitro algerino. Ottiene la direzione di due partite della fase a gironi, un quarto di finale, ed è infine ufficialmente designato dalla CAF per la finalissima della manifestazione, in programma a Johannesburg il 10 febbraio 2013 tra Nigeria e Burkina Faso. Si distingue inoltre per essere l'unico arbitro di tutto il torneo ad avere ricevuto quattro designazioni complessive.
Nel giugno del 2013 è selezionato dalla FIFA per prendere parte alla Confederations Cup in Brasile. Nell'occasione viene dapprima designato per una partita della fase a gironi ( Spagna - Tahiti 10:0 a Rio de Janeiro ) e poi per la finale per il terzo posto, disputatasi nell'occasione tra Uruguay ed Italia.
Il 2 novembre 2013 dirige la finale di andata della CAF Champions League 2013, per la terza volta nella sua carriera, dopo le edizioni del 2008 e del 2012. In questa circostanza, la sfida è tra i sudafricani dell'Orlando Pirates e gli egiziani dell'Al-Ahly.
Sempre nel novembre 2013 viene designato dalla commissione arbitrale FIFA per dirigere il ritorno di Senegal-Costa d'Avorio, uno degli spareggi CAF per l'accesso ai mondiali di Brasile 2014.
Il 9 gennaio 2014 viene nuovamente eletto miglior arbitro africano dell'anno (relativamente al 2013) bissando così la precedente vittoria del 2012..
Il 15 gennaio 2014 viene selezionato ufficialmente per i Mondiali 2014 in Brasile. In tale competizione dirige due partite della fase a gironi, dopodiché viene designato per l'ottavo di finale tra Belgio ed USA e infine per la finale per il terzo posto, tra i padroni di casa e i Paesi Bassi, il 12 luglio 2014 a Brasilia. Un arbitro della confederazione africana non dirigeva nella fase ad eliminazione diretta (dopo i gironi) della fase finale di un mondiale, dall'edizione 2002, quando l'egiziano Gamal Al-Ghandour diresse il quarto di finale tra Corea del Sud e Spagna.